# 八月の光 (朽木祥)
『八月の光』（はちがつのひかり、Flash in August）は、日本の小説家朽木祥による小説、児童文学。
本項では、文庫版『八月の光・あとかた』および新装版『八月の光 失われた声に耳をすませて』についても述べる。

## 来歴
2012年7月、短編「雛の顔」「水の緘黙」「石の記憶」を収録した単行本『八月の光』が偕成社より刊行される。2013年度の厚生労働省 社会保障審議会推薦 児童福祉文化財の1つに選ばれている。
2014年、ドイツのミュンヘン国際児童図書館 (de:Internationale Jugendbibliothek) が発行する国際推薦児童図書目録、ホワイト・レイブンズ (The White Ravens) に『光のうつしえ 廣島 ヒロシマ 広島』とともに選定される。
2015年8月6日、書き下ろし短編「銀杏のお重」「三つ目の橋」を加え、『八月の光・あとかた』と改題し、文庫版が小学館文庫より刊行される。2016年7月23日、7月30日、8月6日、「石の記憶」が日本放送協会の国際放送で17言語に翻訳されて放送される。
2017年6月26日、『日本児童文学』掲載の短編「八重ねえちゃん」と書き下ろし短編「カンナ――あなたへの手紙」を加え、『八月の光 失われた声に耳をすませて』と改題し、新装版が小学館より刊行される。
著者の朽木は、2011年に発生した福島第一原子力発電所事故の後に、「ヒロシマのことを自分たちの世代が伝えてこなかったために、この原発の問題が発生してしまったのではないか」と考え、反省を込めて本作を上梓した、との旨を述べている。
エフエム東京のウェブページには、「そこにいた人々の想いをすくい上げるように、ひとつひとつ丁寧に描かれている」との書評が掲載されている。

## あらすじ
石の記憶
光子は、父の清司が亡くなったことを信じることができずにいた。清司が乗った船が航行中に撃沈された、という知らせが届いたのである。光子は、清司や母のテルノと地御前の海に出かけたことを思い起こす。
雛の顔
昭子は、三滝駅を利用して女学校に通っている。ある日の朝早くに、母の真知子が、出生している父、忠の陰膳が落ちたために、勤労奉仕は行かない、と宣言する。
銀杏のお重
ある日、中西家の長男である和俊が、迫田家の清子を見初め、彼女に縁談が持ちかけられた。しかしながら、清子がまだ女学校の2年生であるから、という口実で、迫田家は縁談を断る。
水の緘黙
炎が襲ってきたために、〈僕〉は、子どもや女性、お年寄りを見捨てて、1人で逃げた。気がつくと、川べりに佇んでおり、焼けただれた人々が水際に並んで座っているのが見えた。
八重ねえちゃん
〈私〉は、年が8歳しか離れておらず、姉のような存在である叔母、八重子のことを、「八重ねえちゃん」と呼んでいた。ある日、綾子が飼っている犬のトキがいなくなっていた。
三つ目の橋
〈私〉は、原爆によって父親と弟を喪失し、母親も原爆症によって亡くなった。〈私〉は、欄干にもたれながら、自分が一番嫌いな川である元安川を見下ろす。
カンナ――あなたへの手紙
横浜に住んでいる〈私〉は、去年の夏に、鎌倉にある海辺のマンションに小さな犬と一緒に住んでいる祖母のところに1人で遊びに行った。〈私〉は祖母から、カンナという赤い花にまつわる話をきく。

## 主な登場人物
石の記憶
- 土橋清司 - 因島の出身。
- 光子 - 清司の子。
- テルノ - 光子の母。

雛の顔
- 昭子 - 13歳の娘。女学生。
- 真知子 - 昭子の母。
- 忠 - 真知子の夫。

銀杏のお重
- 清子 - 女学生。
- 和俊 - 中西家の長男。

水の緘黙
- 〈僕〉 - 語り手。
- K - 修道士。

八重ねえちゃん
- 綾子 - 語り手。8歳。
- 八重子 - 綾子の叔母。

三つ目の橋
- 〈私〉 - 語り手。
- 坂根 - 〈私〉の同僚。

カンナ――あなたへの手紙
- 〈私〉 - 語り手。
- 祖母 - 鎌倉に住む。

## 朗読番組
- ラジオ文芸館「石の記憶」（2013年8月3日、NHKラジオ第1） - 朗読は中村淳平[12]
- NHKワールド ラジオ小説「石の記憶」（2016年7月20日・27日・8月6日、NHKワールド・ラジオ日本） - 17言語に翻訳されて放送[13]
- 夏休み特別企画「八月の光」（2016年8月29日、TOKYO FM） - 朗読劇として「石の記憶」「水の緘黙」をJFN系36局で放送[14]
- 朗読「冨永みーなが読む、朽木祥『雛の顔』」（2025年5月3日 - 31日、NHKラジオ第1） - 全5回で冨永が「雛の顔」を朗読[15]